# إيان هير
إيان هير (بالإنجليزية: Ian Hair)‏ هو لاعب كرة قدم بريطاني في مركز الوسط، ولد في 1954 في غلاسكو في المملكة المتحدة. لعب مع نادي أبردين.